# Acraea chaeribulula
Acraea chaeribulula är en fjärilsart som beskrevs av Embrik Strand 1911. Acraea chaeribulula ingår i släktet Acraea och familjen praktfjärilar. Inga underarter finns listade i Catalogue of Life.